# Summer Tour 2010
Il Summer Tour 2010 è stato il nono tour del duo musicale italiano Paola & Chiara.

## Date
| Data              | Città                            | Location                                                                    |
| ----------------- | -------------------------------- | --------------------------------------------------------------------------- |
| 15 maggio 2010    | Crema                            | Teatro San Domenico                                                         |
| 23 maggio 2010    | Bellantone, Laureana di Borrello | Piazza                                                                      |
| 6 giugno 2010     | San Mauro Marchesato (KR)        | Piazza                                                                      |
| 10 luglio 2010    | Piacenza                         | "Chikos"                                                                    |
| 17 luglio 2010    | Treviso                          | Piazza Duomo                                                                |
| 22 luglio 2010    | Bari                             | Piazza Prefettura, "Radio Norma Battiti Live 2010"                          |
| 2 agosto 2010     | Jesolo                           | Piazza Milano                                                               |
| 5 agosto 2010     | Capezzano                        | Parco di Villa Le PIanore (ANNULLATA)                                       |
| 7 agosto 2010     | Lignano Sabbiadoro               | Beach Arena "Festival Show"                                                 |
| 8 agosto 2010     | Torre Suda                       | Piazza                                                                      |
| 10 agosto 2010    | Sottomarina                      | "Company Contatto"                                                          |
| 13 agosto 2010    | Bisceglie                        | Piazza Vittorio Emanuele, "Radio Norma Battiti Live 2010"                   |
| 15 agosto 2010    | Platì                            | Piazza                                                                      |
| 17 agosto 2010    | Senise                           | Piazza Aldo Moro                                                            |
| 20 agosto 2010    | San Cassiano                     | Piazza                                                                      |
| 26 agosto 2010    | Ravenna                          | Piazza Del Popolo                                                           |
| 28 agosto 2010    | Montefalcone, Avellino           | Piazza (DATA ANNULLATA)                                                     |
| 29 agosto 2010    | Donnalucata (Scicli)             | Viale Della Repubblica, "Insieme Tour"                                      |
| 2 settembre 2010  | Muro Lucano                      | Piazza Don Minzoni                                                          |
| 3 settembre 2010  | Venezia                          | Evento Charity, associazione "Robert F. Kennedy foundation of Europa Onlus" |
| 6 settembre 2010  | Vicenza                          | Piazzale della Vittoria a Monteberico                                       |
| 11 settembre 2010 | Montecatini Terme                | Palamadigan                                                                 |
| 13 settembre 2010 | Baucina                          | Piazza Garibaldi                                                            |
| 18 settembre 2010 | Palazzolo Acreide                | Piazza Pretura                                                              |
| 24 settembre 2010 | Cesena                           | Piazza Del Popolo ("Radio Studio Delta Live")                               |
| 9 ottobre 2010    | Ponsacco (PI)                    | Le Melorie                                                                  |